# Nejlehčí supersymetrická částice
V částicové fyzice je nejlehčí supersymetrická částice (LSP) obecný název pro nejlehčí přidanou hypotetickou částici v supersymetrických modelech. V modelech se zachováním R-symetrie je LSP stabilní. Existují rozsáhlé observační důkazy pro přítomnost další složky hustoty hmoty ve vesmíru, která se nazývá temná hmoty. LSP ze supersymetrických modelů je kandidát temné hmoty a jde o Slabě interagující masivní částici (WIMP).

## Omezení LSP z kosmologie
Je nepravděpodobné, že by LSP mohla být nabité wino, nabité higgsino, slepton,
sneutrino, gluino, skvark, nebo gravitino, ale je pravděpodobné, že by mohlo jít o kvantovou superpozici (ve smyslu lineární kombinace stavů) neutrálních higgsin, bin a neutrálních win, tj. neutralino. Zejména pokud je LSP nabitá (a je hojný v naší galaxii) tyto částice by byly zachyceny magnetickým polem Země a tvoříli těžké atomy podobné těžkému vodíku. Vyhledávání anomálního vodíku v přírodní vodě však bylo bez jakékoliv důkazu pro takové částice, a tím bylo dáno omezení pro existenci nabité LSP.

## Nejlehčí supersymetrická částice jako kandidát temné hmoty
Částice temná hmoty musí být elektricky neutrální, jinak by rozptylovaly světlo, a tudíž by nebyly "temné". Musí být také téměř jistě nebarevné.
S těmito omezeními, LSP může být nejlehčí neutralino, gravitino, nebo nejlehčí sneutrino.
- Sneutrinová temná hmota je vyloučena v Minimálním Supersymetrickém Standardním Modelu (MSSM), kvůli současným limitům na účinný průřez interakcí temné hmoty s hmotou, měřené přímými detekčními experimenty. Sneutrino komunikuje přes výměny Z-boson a bylo by detekováno již nyní, pokud by tvořilo temnou hmotu. Rozšířené modely s pravými nebo sterilními sneutriny znovu otevírají možnost sneutrinové temné hmoty snížením účinného průřezu interakcí.[6]
- Neutralinová temná hmota je oblíbenou možností. Ve většině modelů je nejlehčí neutralino většinou bino (superpartner hypernábojového kalibračního polního bosonu B), s nějakou příměsí neutrálních win (superpartner kalibračního polního bosonu W0) a/nebo neutrální Higgsino.
- Gravitinová temná hmota je možnost v supersymetrických modelech, ve kterých je škála narušení supersymetrie nízká, kolem 100 TeV. V těchto modelech je gravitino velmi lehké, v řádu eV. Jako temná hmota, je gravitino někdy nazýváno super-WIMP, protože jeho intenzita interakce je mnohem slabší, než u jiných supersymetrických kandidátů temné hmoty. Ze stejného důvodu je přímá termální výroba gravitin v raném vesmíru příliš neefektivní, aby vysvětlila pozorovanou temnou hmotu. Spíše by gravitina musela být vyvolána rozpadem další generace supersymetrických částic (NLSP).

V extra dimenzionální teorie jsou analogické částice zvané LKP neboli Nejlehčí Kaluzovy-Kleinovy částice. Jsou to stabilní částice extra-dimenzionální teorie.